# Sabinas Hidalgo
Sabinas Hidalgo är en ort i Mexiko.   Den ligger i kommunen Sabinas Hidalgo och delstaten Nuevo León, i den centrala delen av landet, 800 km norr om huvudstaden Mexico City. Sabinas Hidalgo ligger 308 meter över havet och antalet invånare är 32 047.
Terrängen runt Sabinas Hidalgo är platt åt nordost, men åt sydväst är den kuperad. Runt Sabinas Hidalgo är det ganska glesbefolkat, med 24 invånare per kvadratkilometer. Sabinas Hidalgo är det största samhället i trakten. Trakten runt Sabinas Hidalgo består i huvudsak av gräsmarker.